# Фловуд (Мисисипи)
Фловуд (енгл. Flowood) град је у америчкој савезној држави Мисисипи.

## Демографија
По попису из 2010. године број становника је 7.823, што је 3.073 (64,7%) становника више него 2000. године.
| Група             | 2000.         | 2010.         |
| Белци             | 3.745 (78,8%) | 5.787 (74,0%) |
| Афроамериканци    | 790 (16,6%)   | 1.455 (18,6%) |
| Азијати           | 90 (1,9%)     | 295 (3,8%)    |
| Хиспаноамериканци | 84 (1,8%)     | 185 (2,4%)    |
| Укупно            | 4.750         | 7.823         |